# Rudolf Lindqvist
Rudolf Mauritz Lindqvist, född 1917 i Norsjö i Västerbottens län, död 2000, var en svensk målare.
Han var son till Mauritz Lindqvist och Eva Lovisa Salomonsson och från 1950 gift med Ulla Margareta Stenberg samt bror till Adolf Lindqvist. Han studerade vid Leon Welamsons målarskola 1937 och vid Otte Skölds målarskola 1942 samt en kort tid vid Académie de la Grande Chaumière i Paris 1950 och muralmåleri samt al secco vid Konsthögskolan i Stockholm. Separat ställde han ut i ett flertal norrländska städer och tillsammans med sin far ställde han ut i Sundsvall 1941. Han medverkade i samlingsutställningar arrangerade av Västerbottens läns konstförening, Konstfrämjandet samt i en svensk-finländsk bytesutställning och en norsk-svensk grupputställning. Han var i hela sitt liv verksam som konstnär i sin hembygd och utförde ett par offentliga utsmyckningar i Norsjö. Lindqvist är representerad vid Statens konstråd, Norsjö Bildmuseum, Norrbottens landsting, Västerbottens landsting, Skellefteå kommun, Luleå kommun och Umeå kommun.